# Рущтица (мрамор)
Рущтица (рум. Rușchița) — мрамор, добываемый в Румынии. Месторождение мрамора находится на севере жудеца Караш-Северин, примерно в 10 км к северо-западу от коммуны Руска-Монтанэ, в горах Пояна-Рускэ. Этот мрамор имеет разные оттенки, от белого до серого, розового, жёлто-розового и красноватого.

## Использование
Из этого мрамора было построено много сооружений в Австро-Венгерской империи, в том числе Дворец банков в Вене. Рущтицкий мрамор также использовался для восстановления купола Миланского собора. Также рущтицкий мрамор использовался при строительстве многих известных зданий таких как: собор спасения нации, здание венгерского парламента, дворец Парламента, Casa Capşa, дворец брунейского султана Нурул Иман.